# Liste der Monuments historiques in Bricon
Die Liste der Monuments historiques in Bricon führt die Monuments historiques in der französischen Gemeinde Bricon auf.

## Liste der Immobilien
| Bezeichnung               | Beschreibung           | Standort               | Kennzeichnung | Schutzstatus | Datum | Bild           |
| ------------------------- | ---------------------- | ---------------------- | ------------- | ------------ | ----- | -------------- |
| Kirche St-Pierre-ès-Liens | ab dem 12. Jahrhundert | Rue de l’Église (Lage) | PA00078977    | Classé       | 1987  | weitere Bilder |

## Liste der Objekte
| Bezeichnung                           | Beschreibung                          | Standort                                | Kennzeichnung | Schutzstatus | Datum | Bild |
| ------------------------------------- | ------------------------------------- | --------------------------------------- | ------------- | ------------ | ----- | ---- |
| Gemälde Rast der heiligen drei Könige | Ölfarbe auf Leinwand, 17. Jahrhundert | in der Kirche St-Pierre-ès-Liens (Lage) | PM52002003    | Inscrit      | 2013  |      |
| Kruzifix                              | aus dem 17. Jahrhundert               | in der Kirche St-Pierre-ès-Liens (Lage) | PM52002002    | Inscrit      | 2013  |      |